# 岩原謙三

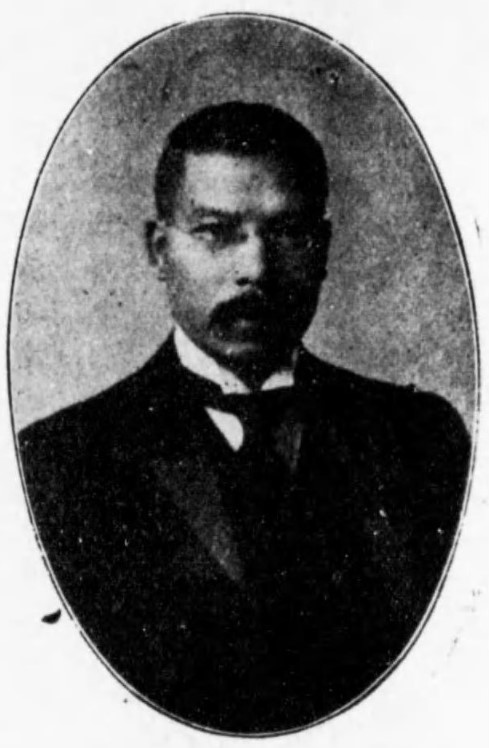
岩原謙三

岩原 謙三 (いわはら けんぞう、1863年12月1日（文久3年10月21日）- 1936年（昭和11年）7月12日）は、明治から昭和初期の実業家。三井物産時代にヴィッカーズ事件で有罪となるも、その後足利紡績、芝浦製作所社長、日本放送協会会長など多くの重役を務めた。

## 経歴
加賀国大聖寺藩（現在の石川県加賀市大聖寺錦町）の藩士・岩原孝興の長男として誕生。
金沢の石川県啓明学校にて学業を始め、1878年（明治11年）に卒業し大阪に出立して旧制大阪英語学校を経て東京の旧制東京商船学校を卒業。
1883年（明治16年）東京商船学校を卒業すると共同運輸会社（現在の日本郵船）へ入社。その後、三井物産（旧社）に転職する。三井物産ではロンドン支店、ニューヨーク支店と海外勤務を経験し、神戸支店長、ニューヨーク支店長を務めて1906年（明治39年）に三井物産常務取締役に就任した。
1914年（大正3年）、岩原は自社（三井物産）が総代理店を請け負っていたヴィッカース造船所（イギリス）が、大日本帝国海軍の戦艦金剛の建造を受注出来るよう、海軍高官に贈賄を行ったことにより逮捕される（シーメンス・ヴィッカース事件）。同年7月18日、東京地方裁判所にて岩原に贈賄罪で懲役2年の実刑判決。これにより勲六等を褫奪された。
また1910年（明治43年）に芝浦製作所取締役に就任し、1920年（大正9年）に芝浦製作所社長に就任した。また浅野総一郎が中心となって1924年（大正14年）に設立された鶴見臨港鉄道に発起人として参画し、取締役を務めた。その他にも足利紡績社長、小野田セメントや台湾製糖、日本無線電話、京浜運河、東京電気、王子製紙などで取締役をそれぞれ務めた。
1924年（大正13年）11月29日に設立された社団法人東京放送局設立に際しては、後藤新平総裁の下で理事長に就任。1926年（大正15年）8月6日に東京・名古屋・大阪の三放送局合同により結成された日本放送協会では、逓信大臣・安達謙蔵の指名により初代となる会長に就任した。日本放送協会会長就任後も足利紡績や日本無線電話で代表取締役社長を務めた。
1936年（昭和11年）7月12日、日本放送協会会長在任のまま狭心症により東京市芝区葺手町（現在の東京都港区虎ノ門）の自邸にて死去。74歳没。墓所は護国寺と加賀市の蓮光寺に在り、2014年に蓮光寺に岩原謙三顕彰御堂が建立された。

## 家族
- 父・岩原孝興 ‐ 大聖寺藩士
- 義弟・松本源太郎 ‐ 妹の夫。宮中顧問官。その兄に東京帝国大学工科大学教授の松本均（工学博士）。[11]